# توماس هو
توماس هو (بالإنجليزية: Thomas Y. Hou)‏ هو رياضياتي وأستاذ جامعي أمريكي، ولد في 1962.